# وينة (كرج)
وينة هي قرية في مقاطعة كرج، إيران. يقدر عدد سكانها بـ 143 نسمة بحسب إحصاء 2016.